# Roy McCrohan
Roy McCrohan (Reading, 22 de septiembre de 1930 - West Country, 3 de marzo de 2015) fue un futbolista británico que jugaba en la demarcación de extremo.

## Biografía
Debutó como futbolista en el Reading FC tras formarse en las categorías inferiores del club. Jugó en el equipo durante dos temporadas, cosechando tan sólo un gol en cuatro partidos. En busca de más minutos, fue traspasado al Norwich City FC en 1951. Fue el club donde jugó la mayor parte de su carrera, un total de once temporadas donde llegó a jugar 385 partidos y marcar veinte goles. Además, en 1962, se hizo con la Copa de la Liga de Inglaterra tras ganarle en la final de doble partido al Rochdale FC. Al finalizar dicha temporada, fichó por el Colchester United FC, Bristol Rovers FC y por el Crawley Town FC, donde ejerció el cargo de jugador-entrenador, retirándose de los terrenos de juego en 1966. En 1979 volvió para entrenar al Minnesota Kicks estadounidense en la NASL durante un año.
Falleció el 3 de marzo de 2015 en West Country a los 84 años de edad tras una larga enfermedad.

## Clubes

### Como futbolista
| Club                 | País       | Año         | Partidos | Goles |
| -------------------- | ---------- | ----------- | -------- | ----- |
| Reading FC           | Inglaterra | 1949 - 1951 | 4        | 1     |
| Norwich City FC      | Inglaterra | 1951 - 1962 | 385      | 20    |
| Colchester United FC | Inglaterra | 1962 - 1964 | 75       | 5     |
| Bristol Rovers FC    | Inglaterra | 1964 - 1965 | 10       | 1     |
| Crawley Town FC      | Inglaterra | 1965 - 1966 |          |       |

### Como entrenador
| Club            | País           | Año         |
| --------------- | -------------- | ----------- |
| Crawley Town FC | Inglaterra     | 1965 - 1966 |
| Minnesota Kicks | Estados Unidos | 1979 - 1980 |

## Palmarés

### Campeonatos nacionales
| Título                        | Club            | País       | Año  |
| ----------------------------- | --------------- | ---------- | ---- |
| Copa de la Liga de Inglaterra | Norwich City FC | Inglaterra | 1962 |